# Hainbuchensplintkäfer
Der Hainbuchensplintkäfer (Scolytus carpini) ist ein Rüsselkäfer aus der Unterfamilie der Borkenkäfer (Scolytinae). Da er seine Brutsysteme in der Rinde der Wirtsbäume anlegt, wird er den Rindenbrütern zugerechnet.

## Merkmale
Die Käfer werden 3 bis 3,5 Millimeter lang und haben einen dunkelbraun bis schwarz gefärbten, walzenförmigen Körper. Der Halsschild ist groß und vorne verengt, die Basis und die Seiten sind kantig gerandet. Er verdeckt von oben gesehen nicht den Kopf. Die Stirn ist beim männlichen Käfer flach und mit langen gelben Haaren versehen. Beim weiblichen Käfer ist die Stirn gewölbt, kurz und wenig behaart (Sexualdimorphismus). Sie hat keinen Längskiel. Die Flügeldecken tragen eine dunkle Querbinde und haben zwei Arten von Punktreihen. Das Abdomen steigt ab dem zweiten Sternit zum Ende hin schräg auf. Die Vorderschienen sind außen glatt und besitzen eine hakenförmig gekrümmte Spitze. Das dritte Tarsenglied ist zweilappig.

## Verbreitung
Die Art ist in Mittel-, Süd- und Südosteuropa verbreitet. Sie kommt auch in Südschweden, im Kaukasus und auf der Krim vor.

## Lebensweise
Der Hainbuchensplintkäfer kommt vor allem an Hainbuchen (Carpinus) und Hopfenbuchen (Ostra), gelegentlich auch N Buchen (Fagus), Eichen (Quercus), Haseln (Corylus) sowie Ulmen (Ulmus) vor. Er besiedelt die Rinde der Bäume, auch im Bereich der Borke. Das Fraßbild ist ein relativ kurzer, ein bis drei Zentimeter langer, einarmiger Muttergang (Quergang), der den Splint tief furcht. Die Larvengänge zweigen von diesem seitlich nach oben und unten ab. Auch sie sind im Splint deutlich zu sehen. Das Fraßbild ähnelt dem des Eichensplintkäfers (Scolytus intricatus) sehr.
Die Art bildet eine Generation pro Jahr, die im Juni fliegt. Die Käfer sind monogam.

## Systematik

### Synonyme
Aus der Literatur sind für den Hainbuchensplintkäfer folgende Synonyme bekannt:
- Eccoptogaster carpini Ratzeburg, 1837
- Eccoptogaster balcanicus Eggers, 1911
- Eccoptogaster peregrinus Eggers, 1908